# Sikuliaq

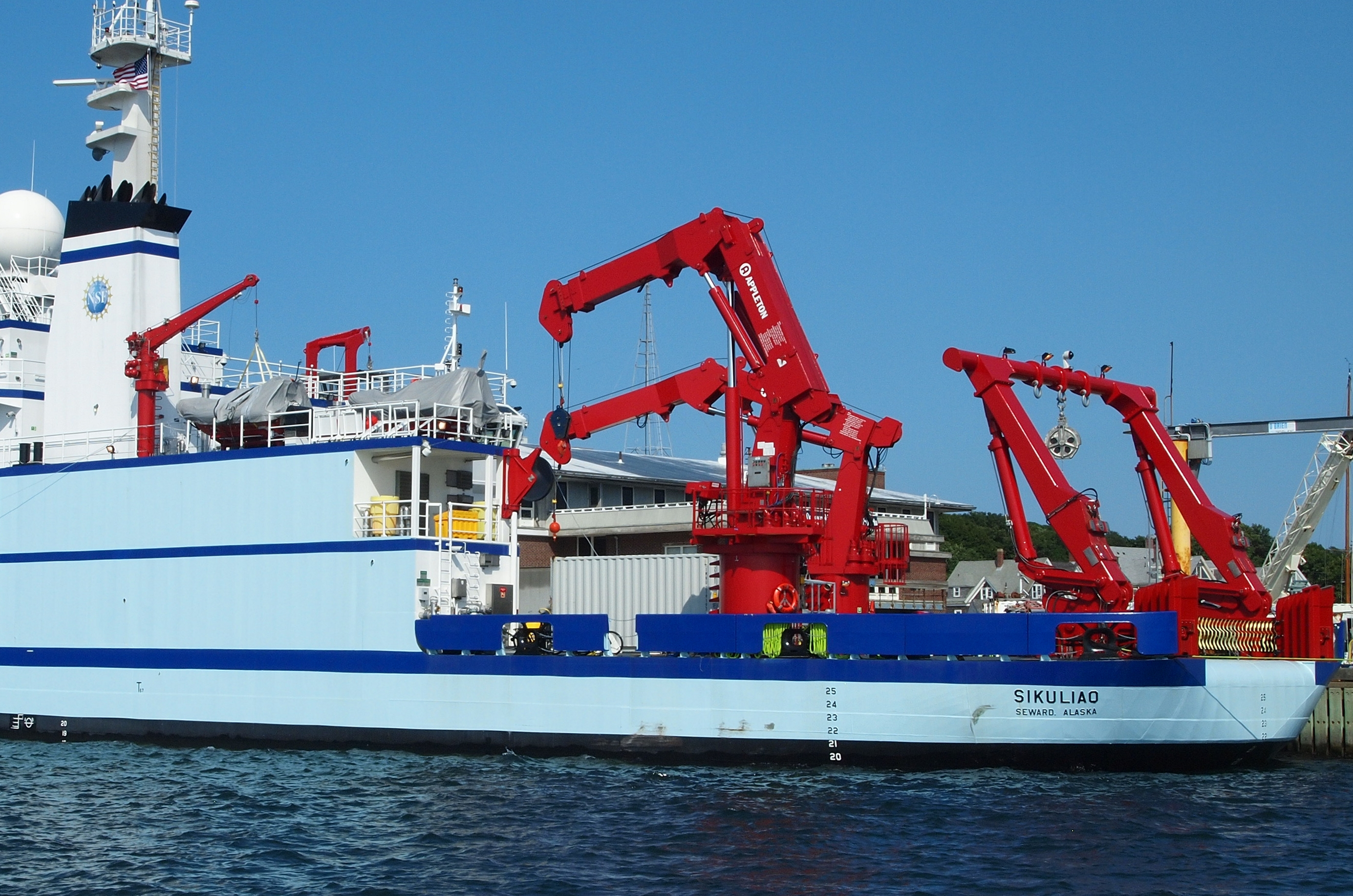
Akterdäck

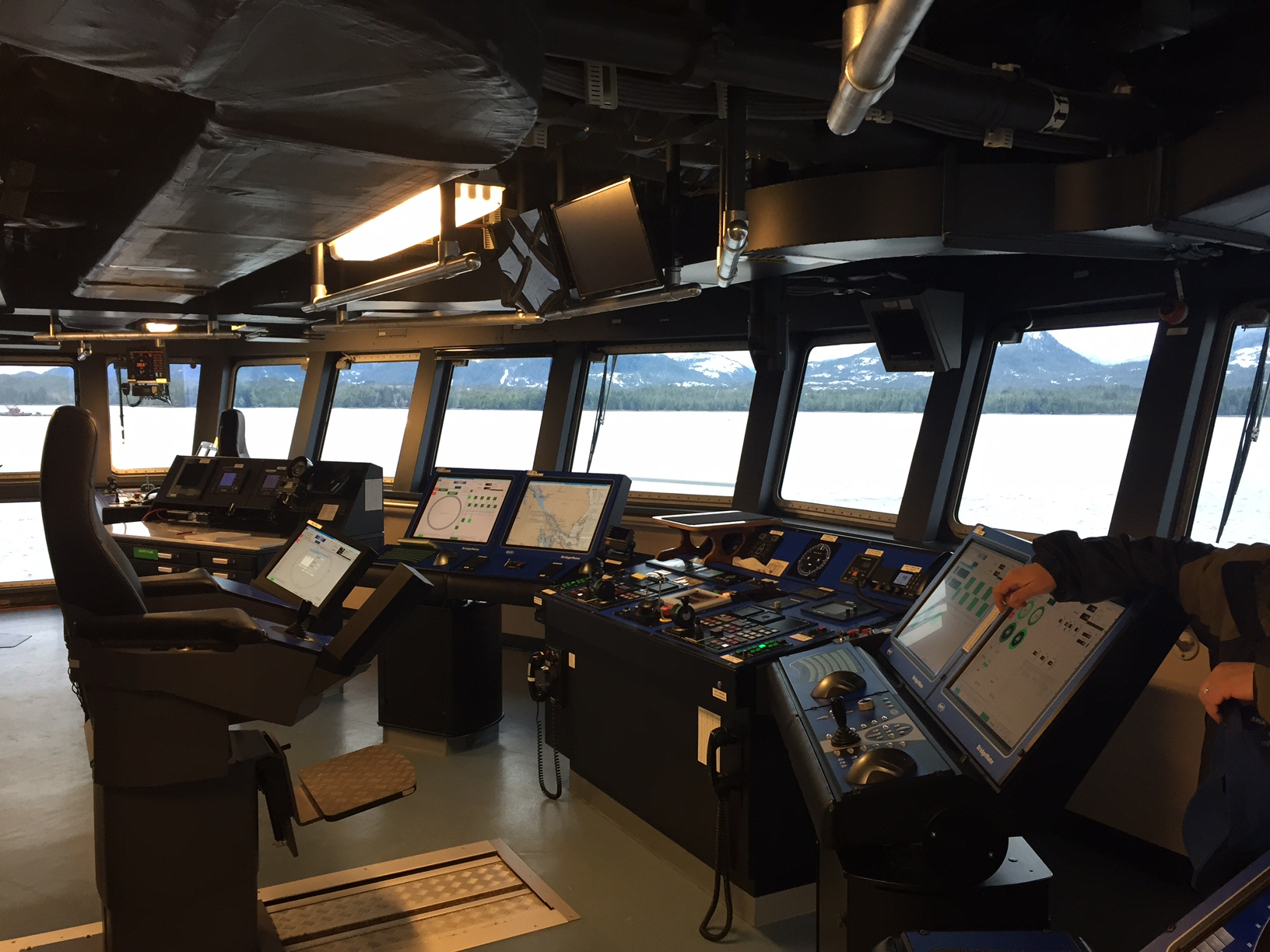
Bryggan

R/V Sikuliaq är ett amerikanskt forskningsfartyg, som ägs av National Science Foundation och drivs av University of Alaska Fairbanks School of Fisheries and Ocean Sciences. Hon byggdes 2014 av Marinette Marine Corporation i Marinette, Wisconsin och ersatte forskningsfartyget R/V Alpha Helix från 1966. Sikuliaq har sitt namn efter iñupiaq-ordet för "färsk nyis". 
Fartyget ritades 2004 av The Glosten Associates i Seattle i USA. Kontrakt om byggande tecknades 2009 med Marinette Marine Corporation i Marinette, Wisconsin. Hon levererades till National Science Foundation i juni 2014 och togs i tjänst i Alaska i mars 2015. 